# إدوين لويس سنايدر
إدوين لويس سنايدر (بالإنجليزية: Edwin Lewis Snyder) هو مهندس معماري أمريكي، ولد في 2 يوليو 1887، وتوفي في 28 مارس 1969.